# Târgu Neamț
Târgu Neamț (t. Tîrgu Neamț, węg. Németvásár) – miasto w okręgu Neamț, w Mołdawii, w Rumunii, ok. 30 km na północ od Piatra Neamț. W 2004 roku liczyło około 20 000 mieszkańców. Pierwsze wzmianki o miejscowości pochodzą z XIV wieku.
Ruiny twierdzy w Târgu Neamț to najciekawsza budowla obronna Mołdawii. Pierwotny zamek zbudowany przez Piotra Muszata w latach 80. XVII w. Jan III Sobieski obsadził swoim wojskiem w 1691 podczas wyprawy mołdawskiej i dzierżył aż do pokoju w Karłowicach (1699).